# Ferry de Haan
Ferry de Haan (Capelle aan den IJssel, 12 september 1972) is een Nederlands voormalig profvoetballer die speelde als centrale verdediger. Nadat hij in 2007 zijn actieve sportloopbaan afsloot bij Excelsior, werd hij er commercieel manager en later algemeen directeur. De Haan is de schoonzoon van oud-international Sjaak Roggeveen.

## Carrière
De Haan begon te voetballen bij de Rotterdamse amateurclub Transvalia en speelde daarna voor de amateurtak van Feyenoord. Zijn professionele carrière begon bij Excelsior, waar hij op 21 augustus 1996 zijn debuut als prof. maakte, in een met 3-0 verloren wedstrijd tegen MVV. Na twee seizoenen en 65 wedstrijden verhuisde hij naar Feyenoord. Met de Stadionclub won hij het landskampioenschap en de Johan Cruijff Schaal in 1999 en de UEFA Cup in 2002. Nadat hij zijn basisplaats bij Feyenoord kwijt raakte, keerde de 1,91 m lange verdediger terug naar Excelsior. Met de komst van Ton Lokhoff als trainer raakte hij ook bij de derde club van Rotterdam zijn basisplaats kwijt. Halverwege het seizoen 2006-2007 stopt De Haan, mede vanwege een hardnekkige knieblessure, als profvoetballer. De Haan speelt zijn laatste wedstrijd van zijn professionele carrière bij dezelfde club als waar zijn loopbaan als voetballer begon: Op 26 november 2004 wordt hij na 56 minuten vervangen door Miguel Helder da Costa in een met 1-2 verloren wedstrijd tegen TOP Oss. Zowel het begin als het eind van zijn carrière kennen een sportief verlies voor De Haan. Op vrijdag 19 januari 2007 trainde hij voor de laatste keer mee met de selectie van Excelsior, waar hij vervolgens jeugdtrainer en commercieel manager werd. Later werd De Haan algemeen directeur bij dezelfde club. Op 21 april 2021 maakte Heerenveen bekend dat De Haan Gerry Hamstra op zou volgen als technisch manager van de Friese club. De Haan tekende een driejarig contract en zou op zijn beurt bij Excelsior worden opgevolgd door Daan Bovenberg, die al de functie van commercieel directeur bekleedde. De Haan treedt per 1 juni 2023 in functie als algemeen directeur bij Sc Heerenveen. Hij zal deze functie combineren met zijn baan als technisch manager. 

## Clubstatistieken
| Seizoen | Club      | Duels | Goals | Competitie     |
| ------- | --------- | ----- | ----- | -------------- |
| 1996/97 | Excelsior | 31    | 6     | Eerste divisie |
| 1997/98 | Excelsior | 34    | 7     | Eerste divisie |
| 1998/99 | Feyenoord | 9     | 0     | Eredivisie     |
| 1999/00 | Feyenoord | 16    | 0     | Eredivisie     |
| 2000/01 | Feyenoord | 32    | 0     | Eredivisie     |
| 2001/02 | Feyenoord | 18    | 0     | Eredivisie     |
| 2002/03 | Feyenoord | 2     | 0     | Eredivisie     |
| 2002/03 | Excelsior | 16    | 0     | Eredivisie     |
| 2003/04 | Excelsior | 18    | 0     | Eerste divisie |
| 2004/05 | Excelsior | 4     | 0     | Eerste divisie |
| 2005/06 | Excelsior | 0     | 0     | Eerste divisie |
| 2006/07 | Excelsior | 0     | 0     | Eredivisie     |
| Totaal  | Totaal    | 180   | 13    |                |

## Erelijst
SC Feyenoord
- Zondag Hoofdklasse A: 1995/96

 Feyenoord
- Eredivisie: 1998/99
- Johan Cruijff Schaal: 1999
- UEFA Cup: 2001/02